# Chairs Missing
Chairs Missing ist das zweite Studioalbum der britischen Rockband Wire. Es wurde im August 1978 über das Label Harvest Records veröffentlicht.

## Hintergrund
Chairs Missing erschien im August 1978, nur knapp acht Monate nach dem Debütalbum Pink Flag. Die Aufnahmen fanden im Mai 1978 erneut in den Advision Studios in London statt. Das zweite Album stellte die Abkehr vom radikalen Minimalismus des Debüts dar, stattdessen wurden die Songs komplexer und dem von Produzent Thorne gespielten Synthesizer fiel eine Schlüsselrolle zu. Erklärtes Ziel von Wire war, „progressiv“ zu sein. Die Experimente mit elektronischen Klängen und die Einflüsse durch Art-Rock und Ambient veranlassten die Presse, das Album mit der Musik von Brian Eno zu vergleichen. Chairs Missing gilt indes als wegweisend für das Genre Post-Punk. Die Annäherung an elektronische Musik führte Wire auf späteren Alben fort.
Als Single wurde Outdoor Miner ausgekoppelt. Die Single-Version enthält ein Piano-Solo und dauert eine Minute länger. Sie schaffte es in die britischen Charts und ist auf späteren CD-Ausgaben als Bonustrack enthalten.
Die Schallplattenhülle wurde von Graham Lewis und Bruce Gilbert entworfen, die Fotos stammen von Annette Green.
Am 19. Mai 2018 erschien mit der „Special Edition“ eine Neuauflage auf 3 CDs, die Singles, B-Seiten, Demoaufnahmen und zusätzliche Takes als Bonusmaterial beinhaltet.

## Titelliste
Seite 1
1. Practice Makes Perfect (Bruce Gilbert, Colin Newman) – 4:06
2. French Film Blurred (Graham Lewis, Colin Newman) – 2:35
3. Another the Letter (Gilbert, Newman) – 1:06
4. Men 2nd (Lewis) – 1:43
5. Marooned (Gilbert, Lewis, Newman) – 2:21
6. Sand in My Joints (Lewis) – 1:57
7. Being Sucked in Again (Newman) – 3:12
8. Heartbeat (Newman) – 3:15
Seite 2
9. Mercy (Lewis, Newman) – 5:46
10. Outdoor Miner (Lewis, Newman)  – 1:45
11. I Am the Fly (Lewis, Newman)  – 3:06
12. I Feel Mysterious Today (Lewis, Newman)  – 1:56
13. From the Nursery (Lewis, Newman) – 3:00
14. Used To (Gilbert, Lewis) – 2:21
15. Too Late (Gilbert) – 4:16
Bonustracks (1989/1994)
16. Go Ahead (Gilbert, Robert Gotobed, Lewis, Newman) – 4:01
17. Outdoor Miner (Long Version) – 2:54
18. Former Airline (Gilbert) –	3:20
19. A Question of Degree (Gilbert, Newman) – 3:09

## Rezeption
Wie bereits der Vorgänger wurde Chairs Missing von der Fachpresse sehr positiv rezensiert. Besonders die Weiterentwicklung und innovative Energie der Band erhielten Lob.
New Musical Express wählte das Album auf Platz 394 der 500 besten Alben aller Zeiten. Das Magazin führt Outdoor Miner auf Platz 309 der 500 besten Songs aller Zeiten.
In der Auswahl der 100 besten Alben der 1970er Jahre von Pitchfork belegt Chairs Missing Platz 33. Outdoor Miner erreichte Platz 148 der 200 besten Songs des Jahrzehnts.

„A euphemism for insanity, Chairs Missing is an apt summation of Wire’s disturbing music. A product of London’s punk scene, the quartet nonetheless owed a debt to the art-school experimentation of the mid-60s, a contrast that gave their craft originality.“

„Auf Chairs Missing passt dann auch die Musik zum verkopften bis verschlossenen Inhalt. Nicht mehr der Ruck-Zuck-Punk von Pink Flag, sondern eher Pink Floyd. Die durchgeknallten, frühen Pink-Floyd, nicht die selbstgefälligen Stadion-Rock-Dinosaurier. Das liegt vor allem daran, dass sich Wire an ein Instrument wagen, das wegen seiner Prog-Vergangenheit 1977 ein absolutes No-Go für Punks ist: den Synthesizer. Irre – was wiederum zum Albumtitel passt, einem Slangausdruck für jemanden, der nicht mehr alle Tassen im Schrank hat. Was jetzt noch fehlt, ist ein Hit. Auftritt: Outdoor Miner.“

„Vielleicht nicht ganz so essentiell wie Pink Flag, aber reifer und elaborierter. Mit kompromisslosen visionären Klassikern wie „I Am the Fly“ und „Outdoor Miner“.“